# Sarriguren
Sarriguren é uma localidade espanhola da Comunidade Foral de Navarra pertencente ao localização do Vale de Egüés. Está situada na Merindad de Sangüesa, na Bacia de Pamplona e a 4 km da capital da comunidade, Pamplona, a cuja área metropolitana pertence. É a capital do vale desde 2011 e a localidade com maior população com 1 600 habitantes em 2014 (INE) e 14 779 habitantes segundo o censo local a data de 31 de março de 2017.

## Topónimo
Etimologicamente, Sarriguren é um topónimo basco composto de sarri ('espessura') e guren ('formoso'), com o que o seu significado vem a equivaler a 'a espessura formosa'. Este nome de lugar está documentado já no ano 1213. No entanto, a presença humana no termo de Sarriguren remonta-se ao menos à época romana, à que as investigações arqueológicas têm adscrito os vestígios mais antigos ali encontrados, formados por diversos restos de cerâmica e utensílios de metal.

## Geografia física

### Situação

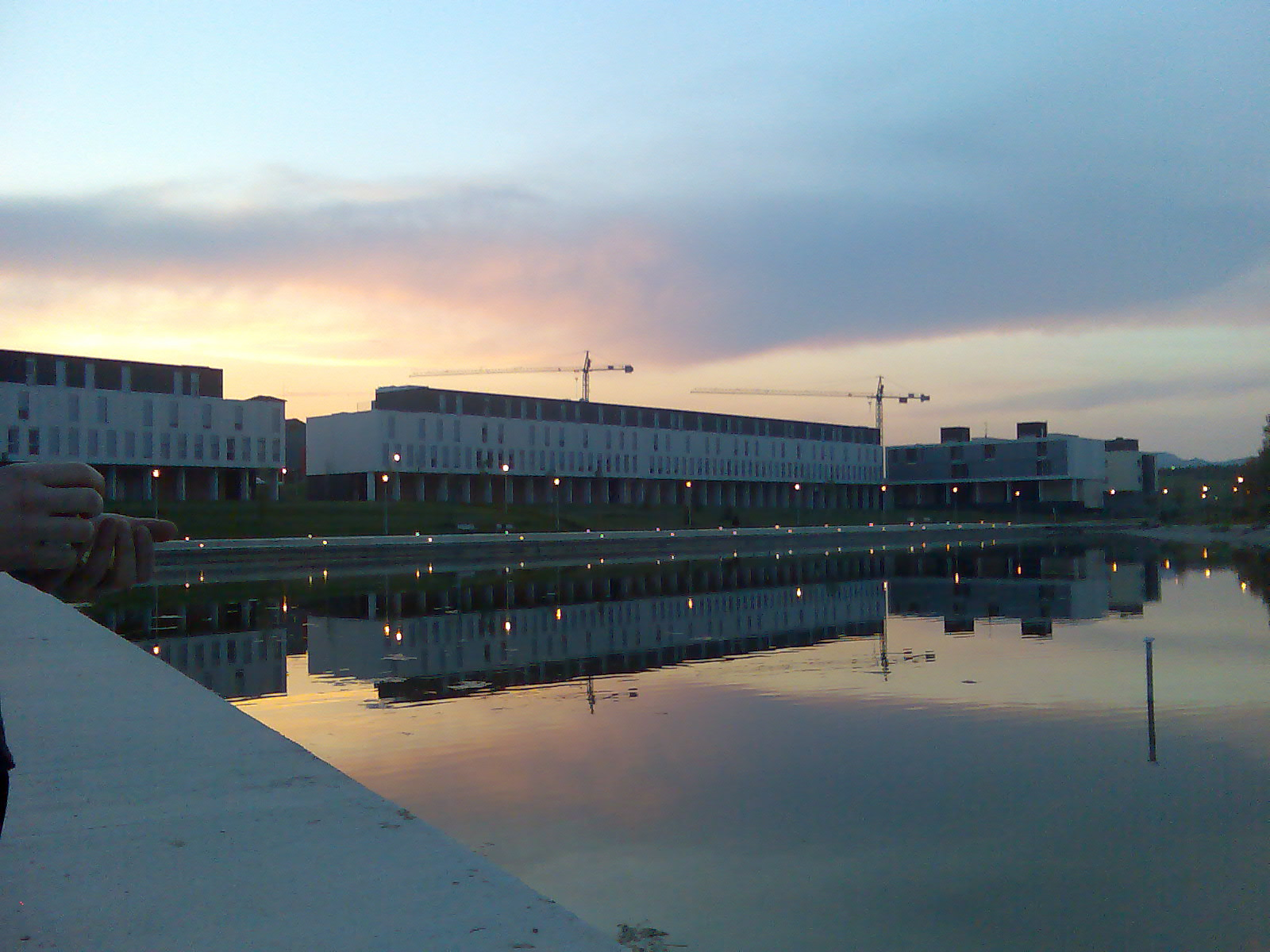
Lago de Sarriguren.

A localidade de Sarriguren está situada muito proxima à Ronda de Pamplona (Ronda Este) (PA-30) na estrada NA-2310.
Está situada em plano a uma altitude de 460 msnm. O seu antigo termo concelhio tinha uma superfície de 1 501 906 m² dos que 628 147 m² corresponde ao núcleo de população e limita pelo norte com Gorraiz, pelo leste com Ardanaz pelo sul com Badostáin, e pelo oeste com Olaz.
Dista 4 km de Pamplona, a capital da Comunidade Foral de Navarra.

## História

### Pré-historia
Durante as obras de urbanização das diferentes fases de Sarriguren como Ecocidad, foram numerosos os achados pré-históricos. Entre eles, restos de estruturas de combustão (descobertos durante as obras de extensão da Avenida Europa) de faz mais de 4 500 anos e três necrópoles medievais (nas imediações da paroquia Santa Engracia e no solar do colégio público), o que deixa mostras que a história de Sarriguren como lugar habitado tem, ao menos, 6 500 anos.

### Idade Média
Durante a Idade Média, pode-se assegurar que Sarriguren é já uma pequena aldeia, cujo nome consta em documentos escritos desde princípios do século XIII, ainda que a informação que proporcionam é muito escassa. A Mediados do século XIV, em 1366, a vila conta com 3 fogos ou lares de labradores. Ademais, na população residia também um fidalgo. É possível que a esta família fidalga pertencesse o torreão de pedra que se conserva na localidade.

### Idade Moderna
Ao século XV parecem corresponder umas ordens que, renovadas depois no século XVI, regulavam as relações sociais da comunidade vizinha. Este texto permite-nos conhecer a sua organização e modos de vida. Os vizinhos do núcleo reúnem-se para administrar os seus assuntos em concelho, dobra et bazarre. A máxima autoridade a ostenta o júri, que intervém nos pleitos entre os vizinhos, faz guardar os bons costumes, cobra e administra as contribuições reais ou concelhias, e custodia e faz cumprir as ordens. Neste período, a economia baseia-se fundamentalmente na agricultura e a pecuária. Ademais, as ordens citam uma fonte da que os vizinhos tomavam água. Esta fonte, sem dúvida, corresponde-se com a descoberta nas obras da nova urbanização, que tem sido convenientemente restaurada.

## Urbanismo

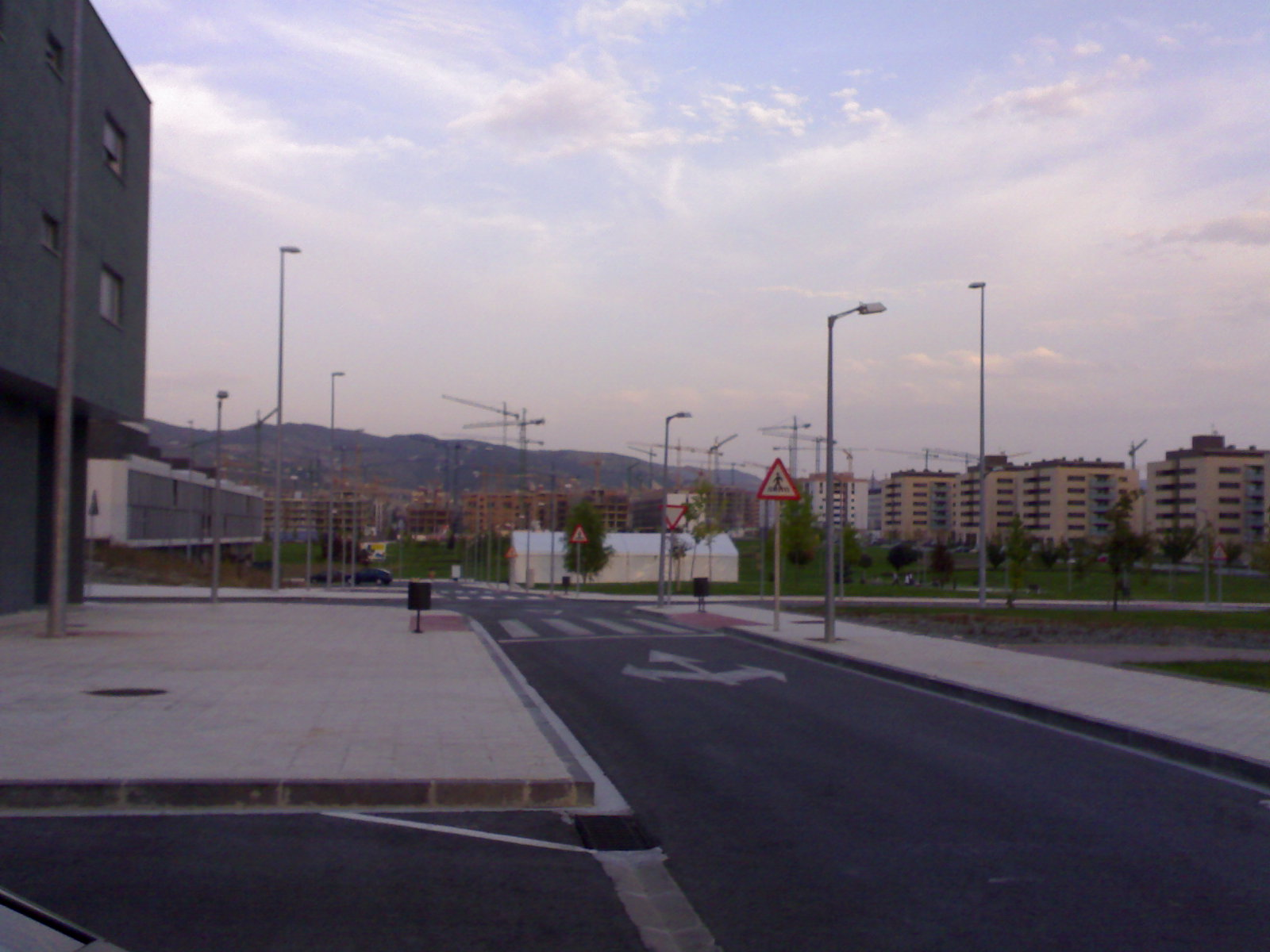
Vista da EcoCidade de Sarriguren

O seu meio paisagístico situa-o numa zona de suaves e extensas planícies cobertas de cereal dominadas em último termo pela altura da Higa de Monreal. O excelente grau de conservação do seu habitate ecológico bem como a proximidade à capital navarra fazem de Sarriguren o núcleo ideal para a construção desta inovadora EcoCidade. Os critérios de respeito ao meio ambiente que se seguem em sua construção incluem também fazer do actual núcleo urbano o centro da vida social desta nova urbanização.
O projecto da EcoCidade de Sarriguren é uma iniciativa do Governo de Navarra, através da sociedade pública Nasursa (Navarra de Solo Residencial, S.A.) desenhado pela equipa de urbanistas Oficina de Ideias Foi considerado como uma boa prática de desenvolvimento sustentável no III, auspiciado pela ONU e que teve lugar em Dubai no ano 2000.
Trata-se de um projecto de grande transcendência para a Comarca de Pamplona. O objectivo básico é gerar um novo desenvolvimento urbano nas proximidades de Pamplona constituído por 5 097 moradias de preço limitado e 120 moradias de preço livre, junto com outros usos urbanos complementares. Pretende-se que a actuação tenha um carácter inovador, fazendo ênfase na qualidade do espaço urbano e no enfoque bioclimático do conjunto.
O desenvolvimento da EcoCidade produz-se em torno do actual núcleo rural de Sarriguren. Respeitou-se a idiossincrasia deste pequeno núcleo rural em declive, integrando na proposta mediante um desenho adequado, e potenciando assim sua identidade no contexto do novo projecto.
O Projecto da EcoCidad de Sarriguren apoia-se nos princípios da arquitetura e o urbanismo bioclimáticos. Na actualidade, é uma realidade construída e habitada que tem recebido o Prêmio Europeu de Urbanismo 2008, em sua categoria de Sustentabilidade. Este reconhecimento, outorgado pelo Conselho Europeu de Urbanistas,
Em setembro de 2009 têm aberto um centro escolar privado dos irmãos Maristas e um colégio público de educação primária.

## Demografia

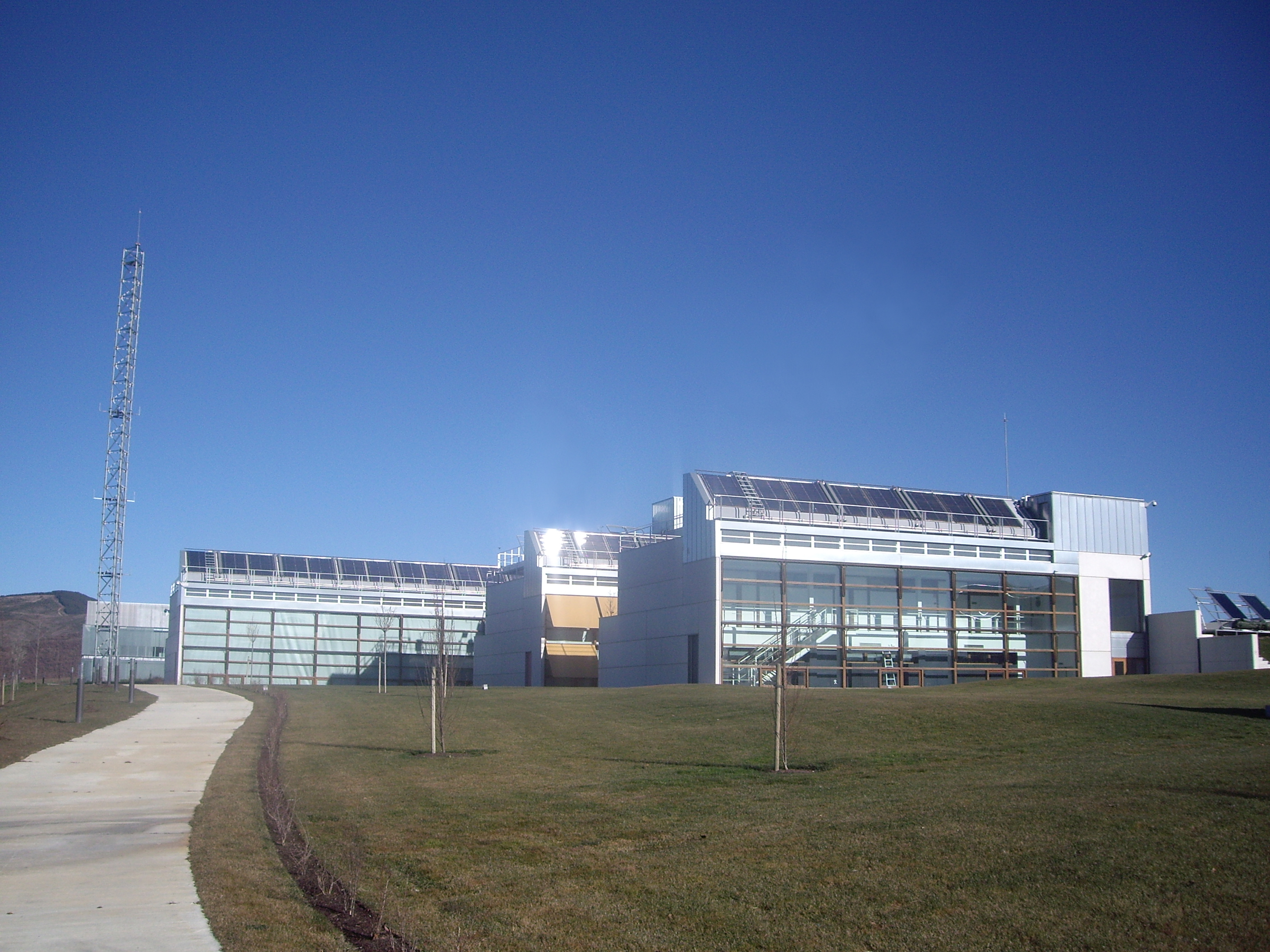
Centro Nacional de Energias Renováveis, no Parque da inovação de Sarriguren

### Evolução da população
A população de Sarriguren tem variado da seguinte forma ao longo da sua história, começou com 5 lares em 1646, algo mais de 50 habitantes em 1786, e 53 em 1800, data em que se repartiam em 12 casas. Avançado o século XIX, entre 1858 e 1877, Sarriguren atinge o seu máximo demográfico histórico prévio à existência da Ecocidade: os 80 habitantes. A partir desse momento a população começa a descer e, ainda que nos primeiros anos do século XX mantém-se nos 66 habitantes (1910), nos anos 20 experimenta uma brusca descida, que deixa reduzido o lugar a menos de 20 habitantes. Desde então e até os anos 60, produz-se uma levissíma recuperação (36 habitantes ocupam 9 casas nessa década),para voltar a decair até aos 10 habitantes no ano 2000. A construção da Ecocidade tem suposto a chegada nos últimos anos de muitos cidadãos a Sarriguren, a maioria deles jovens. Em setembro de 2010, segundo uma informação publicada na imprensa e à espera de que se publique o nomenclátor de população correspondente a esse ano pelo INE figuravam registados 9.984, o qual suporia um 65% da população total do Vale de Egüés.

### Resultados eleitorais
Eleições Municipais 2011:
Nafarroa Bai 2011 1.333 votos
Unión del Pueblo Navarro 965 votos
Bildu 811 votos
Izquierda-Ezkerra 691 votos
Partido Socialista de Navarra 632 votos
Partido Popular 236
Eleições Nacionais 2011:
Unión del Pueblo Navarro-Partido Popular 1.185 votos
Geroa Bai 1.053 votos
Partido Socialista de Navarra 1.008 votos
Amaiur 944 votos
Izquierda-Ezkerra 575 votos
Equo 151 votos
Unión, Progreso y Democracia 142 votos
Partido Pirata 42 votos
Por Un Mundo + Justo 32 votos
SAIN 21 votos.

## Transportes e comunicações

### Transporte urbano
Linhas do Transporte Urbano Comarcal que comunicam o a localidade de Sarriguren com o resto do Área metropolitana de Pamplona.

## Monumentos

### Monumentos religiosos
- Igreja de Santa Engracia: O edifício data do século XIII. É similar a outras igrejas de estilo medieval da mesma época e consta de uma nave retangular de quatro trechos que em outro tempo deveu estar arrematada por uma abóbada semicircular substituída agora por uma coberta plana. Conserva não obstante, uma interessante janela gótica que alumia o interior onde ainda pode se ver o coro feito em madeira. Ainda que Santa Engracia é a 16 de abril, as festas patronais transladam-se ao primeiro fim de semana de junho, data definitiva aprovada em 2012.

## Cultura

### Festas e eventos
Em Sarriguren celebram-se as primeiras festas do verão do Vale de Egüés. Nas terceiras festas da localidade decidiu-se deixar como data fixa a primeira quinzena de junho (anteriormente foram em setembro), se convertendo assim no foguete anunciador do vale. A duração das festas é de 3 dias, de sextas-feiras a domingo. Costumam ser bastante infantis e com poucas barracas. Também se celebram as fogueiras de San Juan no mesmo terreno no que se celebram as festas.